# M.2

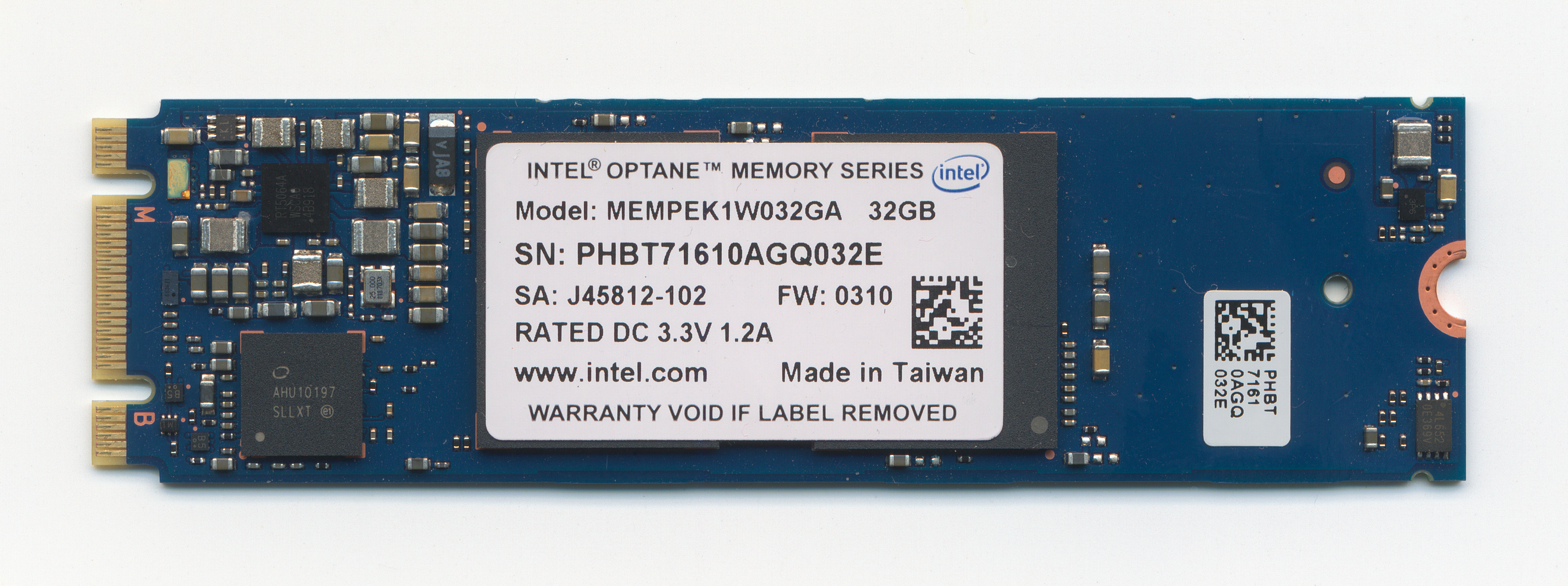
Intel Optane M.2

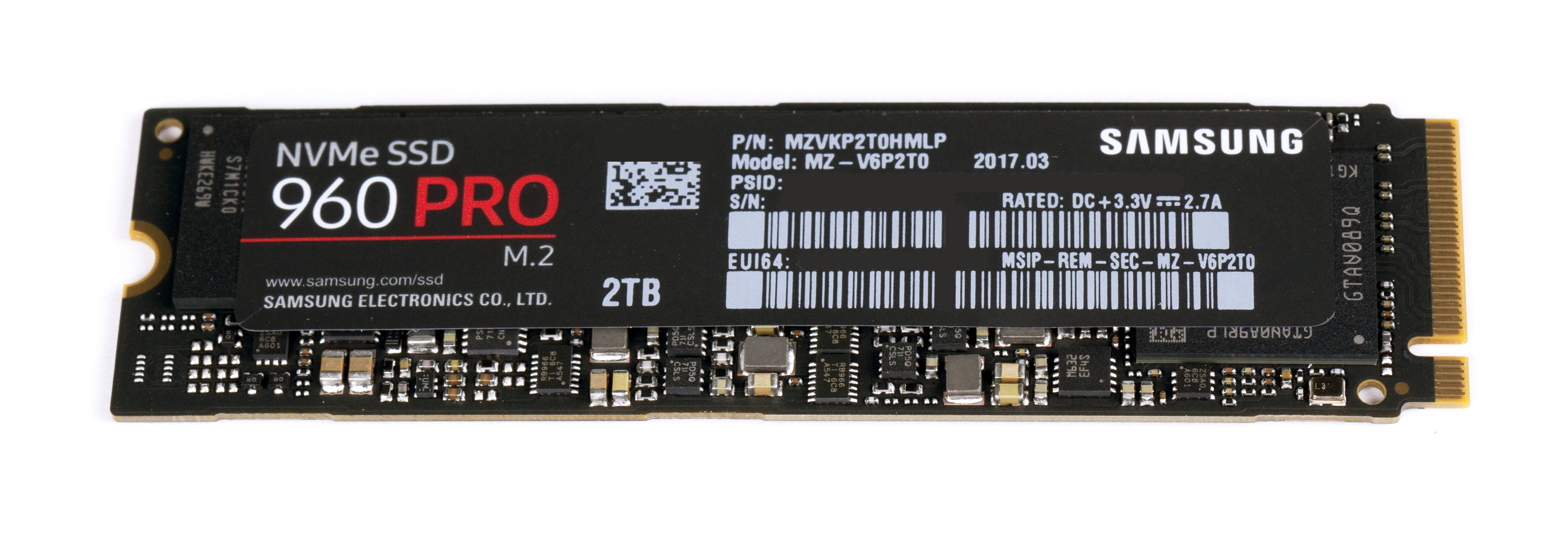
Modul SSD M.2 NVMe

M.2 (M point two) este o specificație pentru conectarea cardurilor interne de extensie SSD. M.2 a fost conceput ca un succesor al interfeței mSATA și introdus pentru prima dată de către Intel în 2012, sub denumirea NGFF (Next Generation Form Factor). Cu dimensiuni mai mici și mai flexibile combinate cu funcții avansate, modulele M.2 ies în evidență datorită designului compact în special în dispozitive mobile, cum ar fi laptop, notebook, ultrabook, tablete dar și într-un desktop PC.
Interfața M.2 este mai flexibilă, deoarece poate transmite semnalele SATA prin intermediul interfeței M.2, dar, de asemenea, USB și PCIe. Prin această funcție extinsă sunt posibile aplicații Wi-Fi, Bluetooth, GPS sau carduri NFC. Noua generație de laptop-uri poate să găzduiască până la 4 sloturi M.2. (un card Wi-Fi, un card GPS și 2 SSD). Unitățile M.2 pot fi conectate direct la conectorul corespunzător de pe placa de bază, fie instalate într-un slot PCI Express printr-un adaptor.
Un modul de memorie în format M.2 a fost produs de Intel cu noua tehnologie 3D XPoint sub nume de marcă Optane cu capacități de 16 GB și 32 GB.
Unele dintre cele mai rapide SSD folosesc interfața NVM Express. Un SSD M.2 poate fi bazat pe SATA, pe PCIe cu suport NVMe, sau pe PCIe fără suport NVMe. Un SSD M.2 cu suport NVMe oferă o lățime de bandă de până la cinci ori mai mare decât modelele SATA, aducând o performanță mai bună în sarcini cheie precum transferuri de fișiere, editare video sau foto, transcodare, compresie și decompresie
Samsung produce o varietate de SSD M.2 disponibile în diferite capacități. Alți furnizori  includ Toshiba, Kingston, Plextor, Team Group, ADATA și Crucial. Intel este cel mai mare furnizor de adaptoare wireless M.2.

## Form Factor
Definește lățimea și lungimea în milimetri a modulului M.2. De exemplu, M.2-2260 înseamnă că modulul are o lățime de 22 mm și o lungime de 60 mm. Cele mai lungi module au o lungime de 110 milimetri. În prezent, cele mai comune SSD M.2 au o lățime de 22 mm și o lungime de 42, 60 sau 80 mm. Specificația factorului de formă M.2 a fost definită de consorțiul PCI-SIG. 

## Conectori

Conectori M.2 de tip B, M și B + M

Sunt 3 tipuri de conectori care depind de numărul de pini (Keys) folosiți în prezent și fiecare deține o literă pentru identificare. Forma conectorilor M.2 diferă în funcție de interfața portului M.2. Conform aplicațiilor posibile, modulul M.2 are caneluri la anumite puncte ale benzii conectoare și reprezintă tipul conectorului. Cele mai utilizate tipuri de conectori M.2 sunt B, M și B + M'. 
- Conectorul de tip B: are canelura în partea dreaptă a cardului (partea stângă a controlerului gazdă), cu șase pini în dreapta decalajului. Această configurație acceptă conexiuni PCIe x2 de 10Gbit/s.
- Conectorul de tip M: utilizează un decalaj în partea stângă a cardului (partea dreaptă a controlerului gazdă), cu cinci pini la stânga decalajului. Această configurație acceptă conexiuni PCIe x4, (U.2/U.3) de 20Gbit/s.
- Conectorul de tip B + M: folosește ambele tipuri de mai sus, cu cinci pini pe partea stângă a cardului și șase pe dreapta. Cardurile B + M maximizează performanțele pe ambele sloturi[4][5]